# Disclosure (film)
Disclosure is een Amerikaanse thriller uit 1994 onder regie van Barry Levinson. Het scenario is gebaseerd op de gelijknamige roman uit 1994 van de Amerikaanse auteur Michael Crichton. Aanvankelijk zou Miloš Forman de film regisseren, maar hij verliet het project na onenigheid met Crichton.

## Verhaal
Tom Sanders is een computerspecialist en manager die op het punt staat te promoveren tot hoofd van de afdeling van zijn bedrijf DigiCom. Er staat een fusie met een groter bedrijf op stapel, en Tom hoopt hierbij betrokken te kunnen zijn. Hij wordt echter verrast door directeur Bob Garvin, die de baan geeft aan de van buitenaf aangetrokken Meredith Johnson. Dit doet hij om het glazen plafond te breken. Wat de zaken compliceert, is dat Tom met Meredith een relatie heeft gehad in zijn tienerjaren.
Ze blijkt een vrouw te zijn die over lijken gaat. Wanneer ze haar zinnen zet op een slippertje met de getrouwde Sanders en haar zin niet krijgt, ontsteekt ze in woede. Ze saboteert zijn werk opzettelijk en doet uit wraak aangifte van seksuele intimidatie en zet daarmee Sanders carrière, reputatie en gezinsleven op de tocht. Dit kan de fusie bemoeilijken en DigiCom eist dat Tom met stille trom wordt overgeplaatst naar een afdeling in een andere staat die voor de fusie verkocht gaat worden. Dit zal echter zijn carriere verwoesten en zijn aandelenopties zal hij kwijtraken. Bij een eerste mediatiepoging huilt Meredith tranen met tuiten en beschuldgt ze Tom opnieuw.
Een anoniem e-mailtje van ´A Friend´ (een vriend) verwijst Tom naar een advocaat gespecialiseerd in seksuele aanklachten. Tom kan nu terugvechten en dient een tegen-aanklacht in, ondersteund door op zijn telefoon opgenomen bewijs van de mislukte vrijpartij. Garvin is bang dat zonder Meredith de fusie gevaar loopt en biedt aan dat Tom in zijn oude positie mag blijven, indien hij de aanklacht intrekt. Tom weigert en speelt de opname op de tweede mediatiepoging af. Meredith gaat vreselijk af en er wordt een schikking afgesloten waarbij Tom zijn positie behoudt en Meredith met stille trom vertrekt na de fusie.
De anonieme ´vriend´ stuurt Tom nog een emailtje waarin hij waarschuwt dat het niet over is. En inderdaad, Tom luistert een gesprek tussen Meredith en een andere manager, Philip Blackburn, af. Hieruit blijkt dat ze hem met medeweten van Garvin in de volgende vergadering over de fusie onverwachts willen beschuldigen van incompetentie. Hij zal beschuldigd worden van problemen met CD-ROMs geproduceerd in Maleisië, wat formeel onder zijn verantwoordelijkheid valt. Wanneer Tom op zoek gaat naar disculperend bewijs, blijkt dat Meredith zijn toegang tot het computersysteem heeft ingetrokken en bestanden heeft verwijderd.
Een Maleisische collega stuurt Tom echter de bestanden die hij nodig heeft. Hieruit blijkt dat Meredith buiten Toms weten om productiespecificaties heeft gewijzigd om DigiCom winstgevender te doen lijken. Omdat zij echter geen computerexpert was, veroorzaakte dit problemen bij de CD-ROMs. Zo komt hij erachter dat het allemaal een afleidingsmanoeuvre is. Meredith is samen met Philip Blackburn betrokken in een fraudezaak, waarvan Tom de zondebok moet worden.
In de volgende meeting brengt Meredith inderdaad direct de problemen met de CD-ROMs naar voren, maar Tom weet de fraude aan te tonen. Meredith wordt woedend en begint Tom met verwijten te overstelpen, maar Garvin is er nu van overtuigd dat zij incompetent is, en ontslaat haar.
Garvin geeft vervolgens de positie aan Stephanie Kaplan, een competente manager, voor wie Tom veel respect heeft. Haar zoon blijkt als researchassistent voor een professor genaamd Arthur Friend te werken, hierdoor kon hij anoniem met behulp van diens e-mail als ´A Friend´ namens zijn moeder Tom waarschuwen. Een dankbare Tom neemt zijn oude taken als manager weer op.

## Rolverdeling
| Acteur            | Personage         |
| ----------------- | ----------------- |
| Michael Douglas   | Tom Sanders       |
| Demi Moore        | Meredith Johnson  |
| Donald Sutherland | Bob Garvin        |
| Caroline Goodall  | Susan Hendler     |
| Roma Maffia       | Catherine Alvarez |
| Dylan Baker       | Philip Blackburn  |
| Rosemary Forsyth  | Stephanie Kaplan  |
| Dennis Miller     | Mark Lewyn        |
| Suzie Plakson     | Mary Anne Hunter  |
| Nicholas Sadler   | Don Cherry        |
| Jacqueline Kim    | Cindy Chang       |
| Joe Urla          | John Conley jr.   |
| Michael Chieffo   | Stephen Chase     |
| Joseph Attanasio  | Furillo           |
| Faryn Einhorn     | Eliza Sanders     |